# فهرست آثار ملی شهرستان بیضا
فهرست آثار ملی شهرستان بیضا  بخشی از آثار ملی استان فارس در ایران است.
آثار ثبت‌شده شهرستان در این فهرست شامل ۷۶ اثر است.

## فهرست
| کد ثبتی | نام                           | شهر  | موقعیت جغرافیایی                                                                                            | طول و عرض جغرافیایی | سال ثبت    | قدمت                                   | نگاره |
| ------- | ----------------------------- | ---- | --- | ------------------- | ---------- | -------------------------------------- | ----- |
| ۱۰۴۶    | تپه باستانی ملیان             | بیضا | شهرستان بیضا، دهکده ملیان                                                                                   |                     | ۱۳۵۳/۱۲/۲۴ | ایلامی                                 |       |
| ۷۱۷۳    | تل حسین قاسمی                 | بیضا | شهرستان بیضاء، جنوب روستای قواله                                                                            |                     | ۱۳۸۱/۱۱/۱۲ | پیش از تاریخ                           |       |
| ۷۱۷۴    | تل درازه                      | بیضا | شهرستان بیضاء، روستای هفت خوان                                                                              |                     | ۱۳۸۱/۱۱/۱۲ | پیش از تاریخ                           |       |
| ۷۱۷۵    | تل بهمن                       | بیضا | شهرستان بیضاء، شرق روستای دشمن زیاری                                                                        |                     | ۱۳۸۱/۱۱/۱۲ | پیش از تاریخ                           |       |
| ۷۱۷۶    | تل ولی بیگلی                  | بیضا | شهرستان بیضاء، شمال روستای ریجان                                                                            |                     | ۱۳۸۱/۱۱/۱۲ | پیش از تاریخ                           |       |
| ۷۱۷۷    | نقش‌برجسته تنگ تیر             | بیضا | شهرستان بیضاء، شمال روستای دشمن زیاری، دامنه کوه تنگ                                                        |                     | ۱۳۸۱/۱۱/۱۲ | تاریخی                                 |       |
| ۷۱۷۸    | تل محمد یکه رو                | بیضا | شهرستان بیضاء، جنوب روستای هفت خوان                                                                         |                     | ۱۳۸۱/۱۱/۱۲ | پیش از تاریخ                           |       |
| ۷۱۷۹    | تل شعبان                      | بیضا | شهرستان بیضاء، روستای ریجان                                                                                 |                     | ۱۳۸۱/۱۱/۱۲ | پیش از تاریخ ـ اسلامی                  |       |
| ۷۱۸۰    | تل آسیابی                     | بیضا | شهرستان بیضاء، روستای هفتخوان                                                                               |                     | ۱۳۸۱/۱۱/۱۲ | هزاره ۴ و ۳ ق. م                       |       |
| ۷۱۸۱    | تپه بی‌بی شاه خاتون            | بیضا | شهرستان بیضاء، جنوب روستای دشمن زیاری                                                                       |                     | ۱۳۸۱/۱۱/۱۲ | اسلامی                                 |       |
| ۷۱۸۲    | تل خندق                       | بیضا | شهرستان بیضاء، نرسیده به روستای شهید آباد                                                                   |                     | ۱۳۸۱/۱۱/۱۲ | تاریخی                                 |       |
| ۷۱۸۳    | تل آخوندی                     | بیضا | شهرستان بیضاء، غرب روستای بانش                                                                              |                     | ۱۳۸۱/۱۱/۱۲ | پیش از تاریخ                           |       |
| ۷۱۸۴    | تل بابا صادقی                 | بیضا | شهرستان بیضاء، شمال شرق روستای کوشک محمدآباد، تلمبه محمد قاسمیان                                            |                     | ۱۳۸۱/۱۱/۱۲ | پیش از تاریخ                           |       |
| ۷۱۸۵    | تل چغا                        | بیضا | شهرستان بیضاء، شمال شرق روستای کوشک محمدآباد                                                                |                     | ۱۳۸۱/۱۱/۱۲ | پیش از تاریخ                           |       |
| ۷۱۸۶    | تل حمامی                      | بیضا | شهرستان بیضاء، جنوب روستای بهمه‌ای                                                                           |                     | ۱۳۸۱/۱۱/۱۲ | پیش از تاریخ                           |       |
| ۱۵۹۹۸   | قبرستان شاه غیاث الدین        | بیضا | شهرستان سپیدان، بخش بیضا، دهستان کوشک هزار، ابتدای روستای تنگ خیاره                                         |                     | ۱۳۸۵/۰۵/۲۴ | قاجاریه                                |       |
| ۱۶۰۵۷   | تل مؤیدی                      | بیضا | شهرستان سپیدان، بخش بیضا، دهستان بانش، روستای دشمن زیاری، جنوب اراضی کشاورزی آقای جهانبخش                   |                     | ۱۳۸۵/۰۶/۲۰ | هزاره ۴ و ۳ ق‌م                         |       |
| ۱۶۰۶۷   | تل قره                        | بیضا | شهرستان سپیدان، بخش بیضا، دهستان کوشک هزار، روستای کوشک هزار، منطقه ملوسجان، تلمبه بهمن مقتدری              |                     | ۱۳۸۵/۰۶/۲۰ | هزاره ۴و ۳ ق‌م                          |       |
| ۱۶۰۶۸   | تل تنگ تور                    | بیضا | شهرستان سپیدان، بخش بیضا، دهستان بانش، جنوب شرقی روستای تنگ تور، بین زمین‌های کشاورزی                        |                     | ۱۳۸۵/۰۶/۲۰ | قرن ۷ ه. ق                             |       |
| ۱۶۰۶۹   | محوطه آصف                     | بیضا | شهرستان بیضاء، دهستان کوشک هزار، روستای شیخ عبود                                                            |                     | ۱۳۸۵/۰۶/۲۰ | قرون میانه اسلامی                      |       |
| ۱۶۰۸۳   | تل کایدون                     | بیضا | شهرستان سپیدان، بخش بیضا، دهستان بانش، روستای دشمن زیاری، بین زمین‌های زراعتی                                |                     | ۱۳۸۵/۰۶/۲۰ | قرون ۶ و۷ ه. ق                         |       |
| ۱۶۰۸۴   | مجموعه تپه‌های شاه قطب الدین   | بیضا | شهرستان سپیدان، بخش بیضا، دهستان بیضا، روستای تل بیضا، دو راهی ملیان، سمت چپ جاده                           |                     | ۱۳۸۵/۰۶/۲۰ | قرون ۶ و ۷ ه. ق                        |       |
| ۱۶۰۹۲   | آسیاب کل محمدعلی              | بیضا | شهرستان سپیدان، بخش بیضا، دهستان بیضا، روستای پشت باغ، بین باغات انگوری                                     |                     | ۱۳۸۵/۰۶/۲۰ | زندیه                                  |       |
| ۱۶۰۹۴   | تل حاجی‌آباد                   | بیضا | شهستان سپیدان، بخش بیضا، دهستان بیضا، به فاصله ۵۰ م از روستای حاجی‌آباد، بین اراضی کشاورزی                   |                     | ۱۳۸۵/۰۶/۲۰ | قرون میانه اسلامی                      |       |
| ۱۶۰۹۸   | تل عدسی                       | بیضا | شهرستان سپیدان، بخش بیضا، دهستان بانش، بین اراضی کشاورزی روستای هفت خوان                                    |                     | ۱۳۸۵/۰۶/۲۰ | قرون ۶ و ۷ ه. ق                        |       |
| ۱۶۱۰۶   | قبرستان حاجی‌آباد              | بیضا | شهرستان سپیدان، بخش بیضا، دهستان بیضا، داخل روستای حاجی‌آباد                                                 |                     | ۱۳۸۵/۰۶/۲۰ | اوایل قاجاریه                          |       |
| ۱۶۱۲۹   | بقایای کاروان‌سرای آصف         | بیضا | شهرستان بیضاء، دهستان کوشک هزار، روستای شیخ عبود                                                            |                     | ۱۳۸۵/۰۶/۲۰ | صفویه                                  |       |
| ۱۶۱۳۰   | مجموعه قبور کوه پیر مراد      | بیضا | شهرستان سپیدان، بخش بیضا، دهستان بانش، روستای دشمن زیاری، بر روی ارتفاعات پیرمراد                           |                     | ۱۳۸۵/۰۶/۲۰ | ساسانیان                               |       |
| ۱۶۱۳۱   | داش غاره                      | بیضا | شهرستان سپیدان، بخش بیضا، دهستان بانش، روستای دشمن زیاری، ارتفاعات پیر مراد                                 |                     | ۱۳۸۵/۰۶/۲۰ | تاریخی                                 |       |
| ۱۶۱۳۲   | غار حمدالله                   | بیضا | شهرستان سپیدان، بخش بیضا، دهشتان بانش، روستای دشمن زیاری، جنب مقبره پیر مراد                                |                     | ۱۳۸۵/۰۶/۲۰ | تاریخی                                 |       |
| ۱۶۱۳۳   | تل سرخ                        | بیضا | شهرستان بیضاء، دهستان بانش، ۳ کیلومتری جنوب غربی روستای کمال‌آباد                                            |                     | ۱۳۸۵/۰۶/۲۰ | هزاره ۴ ق‌م                             |       |
| ۱۶۱۳۹   | غار دره شولی                  | بیضا | شهرستان سپیدان، بخش بیضا، دهستان بانش، روستای دشمن زیاری، ارتفاعات پیر مراد                                 |                     | ۱۳۸۵/۰۶/۲۰ | تاریخی                                 |       |
| ۱۶۱۴۱   | قبرستان امامزاده سید محمدکاظم | بیضا | شهرستان سپیدان، بخش بیضا، دهستان بانش، روستای دشمن زیاری، بین باغات انگور                                   |                     | ۱۳۸۵/۰۶/۲۰ | زندیه و قاجاریه                        |       |
| ۱۶۱۴۲   | محوطه کوه پیر                 | بیضا | شهرستان سپیدان، بخش بیضا، دهستان بانش، روستای دشمن زیاری، دامنه ارتفاعات کوه پیر                            |                     | ۱۳۸۵/۰۶/۲۰ | اواخر ساسانی ـ قرون اولیه اسلامی       |       |
| ۱۶۱۴۹   | قبرستان هرابال                | بیضا | شهرستان سپیدان، بخش بیضا، جاده آسفالته دهستان بیضا به روستای دشمن زیاری، نرسیده به هرابال، سمت چپ جاده اصلی |                     | ۱۳۸۵/۰۶/۲۰ | قاجاریه                                |       |
| ۱۶۱۵۸   | قبرستان پشت باغ               | بیضا | شهرستان سپیدان، بخش بیضا، دهستان بیضا، خروجی روستای پشت باغ                                                 |                     | ۱۳۸۵/۰۶/۲۰ | قاجاریه                                |       |
| ۱۶۴۹۴   | تپه هرابال                    | بیضا | شهرستان سپیدان، ۵۰۰ م مانده به مرکز بخش بیضا (هرابال)، سمت چپ جاده                                          |                     | ۱۳۸۵/۰۸/۲۷ | قرن ۵ و ۶ ه. ق                         |       |
| ۱۷۲۲۶   | پناهگاه صخره‌ای پیر            | بیضا | شهرستان سپیدان، بخش بیضا، دهستان بانش، روستای دشمن زیاری، ارتفاعات موسوم به پیر مراد                        |                     | ۱۳۸۵/۱۱/۲۳ | پیش از تاریخ (احتمالاً نوسنگی) ـ ساسانی |       |
| ۱۷۲۳۱   | تل پهن                        | بیضا | شهرستان سپیدان، بخش بیضا، دهستان بانش، شمال روستای دشمن زیاری، بین زمین‌های زراعی                            |                     | ۱۳۸۵/۱۱/۲۳ | قرون میانه اسلامی                      |       |
| ۱۷۲۳۵   | تل گل گوهری                   | بیضا | شهرستان سپیدان، بخش بیضا، دهستان بانش، بین زمین‌های زراعتی روستای هفت خوان                                   |                     | ۱۳۸۵/۱۱/۲۳ | قرون میانه اسلامی                      |       |
| ۱۷۲۳۷   | آسیاب علی‌آباد                 | بیضا | شهرستان سپیدان، بخش بیضا، دهستان بیضا، بطرف روستای سوه                                                      |                     | ۱۳۸۵/۱۱/۲۳ | صفویه                                  |       |
| ۱۷۲۳۸   | گورستان کایدون                | بیضا | شهرستان سپیدان، بخش بیضا، دهستان بانش، روستای دشمن زیاری، بین باغات انگور                                   |                     | ۱۳۸۵/۱۱/۲۳ | صفویه                                  |       |
| ۱۷۲۴۱   | گورستان هفت‌خوان               | بیضا | شهرستان سپیدان، بخش بیضا، دهستان بانش، روستای هفت خوان                                                      |                     | ۱۳۸۵/۱۱/۲۳ | قاجاریه                                |       |
| ۱۷۲۴۴   | تل فتح‌آباد                    | بیضا | شهرستان سپیدان، بخش بیضا، دهستان بیضا، ابتدای جاده سوه، کیلومتری ۵ سمت چپ، ۲۰۰ م از جاده                    |                     | ۱۳۸۵/۱۱/۲۳ | قرون اولیه اسلامی                      |       |
| ۱۷۲۵۹   | آسیاب فتح‌آباد                 | بیضا | شهرستان سپیدان، بخش بیضا، دهستان بیضا، ابتدای جاده سوه، کیلومتری ۵ سمت چپ به فاصله ۲۰۰ از جاده              |                     | ۱۳۸۵/۱۱/۲۳ | صفویه                                  |       |
| ۱۷۲۶۶   | تل قلعه بگی                   | بیضا | شهرستان سپیدان، بخش بیضا، دهستان بیضا، روستای سوه                                                           |                     | ۱۳۸۵/۱۱/۲۳ | قرون متاخر اسلامی                      |       |
| ۲۰۹۲۸   | تل لکا                        | بیضا | شهرستان سپیدان، بخش بیضا، دهستان بانش، ۵۰۰ م شرق روستای بانش                                                |                     | ۱۳۸۶/۱۱/۳۰ | هزاره ۴ ق‌م                             |       |
| ۲۰۹۲۹   | تپه و گورستان خرمن            | بیضا | شهرستان سپیدان، بخش بیضا، دهستان بیضا، روستای بوزنجان علیا                                                  |                     | ۱۳۸۶/۱۱/۳۰ | قرون میانه و متاخر اسلامی              |       |
| ۲۰۹۳۰   | گورستان کوشک سقوان            | بیضا | شهرستان سپیدان، بخش بیضا، دهستان بانش، بین دو روستای کوشک محمدآباد و سقوان                                  |                     | ۱۳۸۶/۱۱/۳۰ | قاجاریه ـ پهلوی                        |       |
| ۲۰۹۳۷   | تپه بسارجان                   | بیضا | شهرستان سپیدان، بخش بیضا، دهستان بیضا، ۵۰۰ م شمال روستای بسارجان                                            |                     | ۱۳۸۶/۱۱/۳۰ | هخامنشی                                |       |
| ۲۰۹۳۸   | تل آسیاب بادی                 | بیضا | شهرستان سپیدان، بخش بیضا، دهستان بانش، روستای تخت سنگ، بر روی بستر طبیعی کوه                                |                     | ۱۳۸۶/۱۱/۳۰ | ساسانی                                 |       |
| ۲۰۹۴۲   | تل بیضا                       | بیضا | شهرستان سپیدان، بخش بیضا، دهستان بیضا، روستای تل بیضا                                                       |                     | ۱۳۸۶/۱۱/۳۰ | قرون میانه و متاخر اسلامی              |       |
| ۲۰۹۴۳   | تل باغی                       | بیضا | شهرستان سپیدان، بخش بیضا، دهستان بانش، یک کیلومتری شرق روستای قباله                                         |                     | ۱۳۸۶/۱۱/۳۰ | هزاره ۵ و ۴ ق. م                       |       |
| ۲۰۹۵۵   | قبرستان امامزاده بی‌بی سلطان   | بیضا | شهرستان سپیدان، بخش بیضا، دهستان کوشک هزار، دو کیلومتری جنوب روستای کوشک هزار                               |                     | ۱۳۸۶/۱۱/۳۰ | صفویه ـ قاجاریه                        |       |
| ۲۰۹۵۶   | تل قوام‌آباد                   | بیضا | شهرستان سپیدان، بخش بیضا، دهستان بیضا، ۱۰۰ م شمال روستای خیرآباد                                            |                     | ۱۳۸۶/۱۱/۳۰ | قرون میانه اسلامی                      |       |
| ۲۰۹۵۸   | آسیاب قدیمی                   | بیضا | شهرستان سپیدان، بخش بیضا، دهستان بیضا، بعد از روستای بوزنجان علیا                                           |                     | ۱۳۸۶/۱۱/۳۰ | قرون متاخر اسلامی                      |       |
| ۲۰۹۵۹   | محوطه تل قلعه                 | بیضا | شهرستان سپیدان، بخش بیضا، دهستان بیضا، بعد از روستای بوزنجان علیا، روستای بوزنجان سفلی                      |                     | ۱۳۸۶/۱۱/۳۰ | ساسانی                                 |       |
| ۲۰۹۶۰   | غار قباله                     | بیضا | شهرستان سپیدان، بخش بیضا، دهستان بانش، شمال شرق روستای قباله                                                |                     | ۱۳۸۶/۱۱/۳۰ | نوسنگی                                 |       |
| ۲۰۹۶۲   | تل چنگیز خانی                 | بیضا | شهرستان سپیدان، بخش بیضا، دهستان کوشک هزار، یک کیلومتری شرق روستای برکه                                     |                     | ۱۳۸۶/۱۱/۳۰ | قرون اولیه اسلامی                      |       |
| ۲۰۹۶۴   | قلعه پوزه گزک                 | بیضا | شهرستان سپیدان، بخش بیضا، دهستان بانش، شمال روستای گزک، بر بلندی کوه                                        |                     | ۱۳۸۶/۱۱/۳۰ | ساسانی                                 |       |
| ۲۰۹۶۶   | معدن سنگ پوزه بانش            | بیضا | شهرستان سپیدان، بخش بیضا، دهستان بانش، ۱/۵ کیلومتری جنوب غربی روستای بانش                                   |                     | ۱۳۸۶/۱۱/۳۰ | هخامنشی                                |       |
| ۲۰۹۶۷   | تپه عباسقلی خان               | بیضا | شهرستان سپیدان، بخش بیضا، دهستان بانش، یک کیلومتری شمال روستای بانش                                         |                     | ۱۳۸۶/۱۱/۳۰ | هزاره ۴ ق‌م                             |       |
| ۲۰۹۶۸   | گورستان امامزاده هفت تن       | بیضا | شهرستان سپیدان، بخش بیضا، دهستان بیضا، ۴۰۰ م شرق روستای تل بیضا                                             |                     | ۱۳۸۶/۱۱/۳۰ | قاجاریه ـ اوایل پهلوی                  |       |
| ۲۰۹۶۹   | گورستان بانش                  | بیضا | شهرستان سپیدان، بخش بیضا، دهستان بانش، مرکز روستای بانش                                                     |                     | ۱۳۸۶/۱۱/۳۰ | قاجاریه ـ پهلوی                        |       |
| ۲۰۹۷۰   | غارهای دره سفید               | بیضا | شهرستان سپیدان، بخش بیضا، دهستان بانش، ۲/۵ کیلومتری شمال روستای بانش، دامنه کوه دره سفید                    |                     | ۱۳۸۶/۱۱/۳۰ | نوسنگی ـ ساسانی                        |       |
| ۲۰۹۷۱   | غار چیچکلو                    | بیضا | شهرستان سپیدان، بخش بیضا، دهستان بانش، ۷۰۰ م غرب روستای قوام آباد چیچکلو                                    |                     | ۱۳۸۶/۱۱/۳۰ | نوسنگی ـ ساسانی                        |       |
| ۲۳۳۶۵   | آسیاب آبی دو ایاس جان         | بیضا | شهرستان سپیدان، بخش بیضا، دهستان بیضا، ۵۰۰ م غرب روستای ایاس جان                                            |                     | ۱۳۸۷/۰۶/۱۸ | قرون متاخر اسلامی                      |       |
| ۲۳۳۸۲   | تل گزک                        | بیضا | شهرستان سپیدان، بخش بیضا، دهستان بانش، حاشیه شمال شرق روستای گزک                                            |                     | ۱۳۸۷/۰۶/۱۸ | قرون میانه و متاخر اسلامی              |       |
| ۲۳۳۸۷   | گورستان قدیمی شهیدآباد        | بیضا | شهرستان سپیدان، بخش بیضا، دهستان بیضا، یک کیلومتری جنوب غربی روستای شهید آباد، درمیان باغ‌های میوه           |                     | ۱۳۸۷/۰۶/۱۸ | قرون متاخر اسلامی                      |       |
| ۲۳۴۰۱   | آسیاب قدیمی روستای شهیدآباد   | بیضا | شهرستان سپیدان، بخش بیضا، دهستان بیضا، یک کیلومتری غرب روستای شهید آباد                                     |                     | ۱۳۸۷/۰۶/۱۸ | قرون متاخر اسلامی                      |       |
| ۲۳۴۰۲   | گورستان قدیمی عزآباد          | بیضا | شهرستان سپیدان، بخش بیضا، دهستان بانش، ۳۰۰ م شمال غرب روستای عزآباد                                         |                     | ۱۳۸۷/۰۶/۱۸ | قرون میانه و متاخر اسلامی              |       |
| ۲۳۴۱۴   | محوطه و گورستان ممو           | بیضا | شهرستان سپیدان، بخش بیضا، دهستان بانش، ۳۰۰ م شمال روستای مموبالا                                            |                     | ۱۳۸۷/۰۶/۱۸ | ساسانی                                 |       |
| ۲۳۴۱۵   | آسیاب آبی یک ایاس جان         | بیضا | شهرستان سپیدان، بخش بیضا، دهستان بیضا، ۳۰۰ م جنوب غرب روستای ایاس جان                                       |                     | ۱۳۸۷/۰۶/۱۸ | قرون متاخر اسلامی                      |       |
| ۲۳۴۴۷   | محوطه آسیاب ممو               | بیضا | شهرستان سپیدان، بخش بیضا، دهستان بانش، ۲۰۰ م شمال غرب روستای مموبالا                                        |                     | ۱۳۸۷/۰۶/۱۸ | قرون اولیه اسلامی                      |       |
| ۲۳۴۴۸   | غار مال امیر                  | بیضا | شهرستان سپیدان، بخش بیضا، دهستان بانش، ارتفاعات شمالشرق، روستای قوام آباد، چیچلکو                           |                     | ۱۳۸۷/۰۶/۱۸ | نوسنگی با سفال                         |       |
| ۲۳۴۵۸   | گورستان قدیمی روستای ایاس جان | بیضا | شهرستان سپیدان، بخش بیضا، دهستان بیضا، ۲۰۰ م جنوب غربی روستای ایاس جان                                      |                     | ۱۳۸۷/۰۶/۱۸ | قرون متاخر اسلامی                      |       |